# Complejo de Montaña de Raven Rock
El Complejo de Montaña de Raven Rock (en inglés: Raven Rock Mountain Complex), también conocido por otras designaciones como Centro de Comunicaciones Conjuntas Alternativo (Alternate Joint Communications Center), Centro de Comando Militar Nacional Alternativo (Alternate National Military Command Center) o Site R, es una instalación militar del gobierno de Estados Unidos provisto de un búnker nuclear subterráneo, ubicado cerca de Blue Ridge Summit (Pensilvania), en la Montaña de Raven Rock, y se le ha llamado el "Pentágono subterráneo". El búnker tiene centros de operaciones de emergencia para el Ejército, la Armada, la Fuerza Aérea y el Cuerpo de Marines. Junto con el Centro de Operaciones de Emergencia de Mount Weather en Virginia y el Complejo de Cheyenne Mountain en Colorado, fueron los principales búnkeres subterráneos para el plan de Continuidad del Gobierno de Estados Unidos durante la Guerra Fría con el propósito de sobrevivir a un ataque nuclear.

## Descripción
Site R es el Centro de Comunicaciones Conjuntas Alternativo ubicado en la montaña de Raven Rock (de ahí el nombre Site R) justo al otro lado de la frontera estatal de Pensilvania, cerca de Waynesboro. El personal de Operaciones Informáticas de Site R de la Agencia de Sistemas de Información de la Defensa brinda servicios informáticos a la Autoridad del Comando Nacional, al Estado Mayor Conjunto, a la Oficina del Secretario de Defensa y otras agencias del Departamento de Defensa a través de Memorándums de Entendimiento. La instalación sirve como centro de recuperación ante desastres para el GMC del Centro de Apoyo del Personal Conjunto y el GCC de la Agencia de Sistemas de Información de la Defensa. Los Centros de Operaciones de Emergencia de las distintas ramas de servicio (Ejército, Fuerza Aérea y Armada) también se encuentran en Site R. Se ofrece soporte las 24 horas del día, los 7 días de la semana. El Centro de Operaciones, la Instalación de Control Técnico del Servicio de Colaboración de la Defensa, el Centro de Asistencia de Servicio Dial Noreste y el Centro de Información se encargan de la planificación, instalación, operación y mantenimiento de más de 38 sistemas de comunicaciones (conmutación, transmisión, distribución de datos, información visual y generación de electricidad) que dan soporte a los diversos clientes del Centro de Comunicaciones Conjuntas Alternativo de Site R.
El concepto inicial de Centro de Comunicaciones Conjuntas Alternativo se concibió en 1948. Tras la detonación de la primera arma nuclear por parte de la Unión Soviética en 1949, se priorizó la ubicación del Puesto de Comando Conjunto en un lugar protegido, próximo a Washington D. C., para la rápida reubicación de las Autoridades del Comando Nacional y del Servicio de Comunicaciones Conjuntas. En 1950, el presidente Truman aprobó la instalación de Raven Rock Mountain, en Pensilvania, como parte del Campamento Albert Ritchie, en Maryland. Este nuevo emplazamiento se denominó Centro de Comunicaciones Conjuntas Alternativo (Alternate Joint Communications Center o AJCC, por sus siglas en inglés) de Site R (R de Raven Rock). En 1951 comenzó la construcción de las instalaciones y, en 1953, el Centro de Comunicaciones Conjuntas Alternativo  de Site R entró en funcionamiento.
Entre 1953 y 1971 el elemento de comunicaciones del Ejército en Site R proporcionó apoyo de comunicaciones a los inquilinos de la instalación como una unidad de rendición de cuentas del Comando de Apoyo Conjunto del Ejército de Estados Unidos. En 1971, como parte del traslado del Comando de Comunicaciones Estratégicas (STRATCOM) a Fort Ritchie, la unidad de comunicaciones fue redesignada como Directorado de Telecomunicaciones, bajo la supervisión del Comandante de la Guarnición de Fort Ritchie.

## Unidades
La unidad inquilina más grande de la instalación es la Agencia de Reducción de Amenazas de la Defensa y las comunicaciones de Raven Rock están bajo la responsabilidad del 114º Batallón de Señales.  La instalación cuenta con 38 sistemas de comunicaciones y la Agencia de Sistemas de Información de la Defensa proporciona todos los servicios informáticos que requiera el complejo.